# Andrea Parodi
Andrea Parodi (Porto Torres, 18 luglio 1955 – Quartu Sant'Elena, 17 ottobre 2006) è stato un cantante e produttore discografico italiano.

## Biografia

### Origini e giovinezza
Nato a Porto Torres in Sardegna da padre savonese e madre sarda, visse fino all'età di diciassette anni a Savona, nel quartiere Fornaci: nel 2017 è stata installata una targa commemorativa in via Zandonai, presso il palazzo dove risiedeva.
Dopo aver partecipato all'occupazione dell'istituto nautico che frequentava, i genitori per punizione lo costrinsero a trasferirsi a Porto Torres: si diplomò così Allievo Capitano di Lungo Corso presso l'Istituto Tecnico Nautico della sua città natale, dove nei cinque anni successivi fu professore di navigazione e astronomia nautica.

### Carriera

#### Gli esordi: il Coro degli Angeli
Nel 1977 fondò un gruppo chiamato Sole Nero, che nel 1982 cambiò il nome in Coro degli Angeli. Il gruppo nei primi anni ottanta collabora in studio e dal vivo con Gianni Morandi e realizza tre album: nel 1988 però Parodi, Gigi Camedda e Gino Marielli decisero di staccarsene dando origine ai Tazenda.

#### Tazenda
Coi Tazenda Parodi nel 1990 vinse il programma di Raiuno Gran Premio e collaborò alla realizzazione dell’album Le nuvole di Fabrizio De André; nel 1991 vinse il Cantagiro in coppia con Paola Turci nella nuova edizione di Ezio Radaelli.
I Tazenda parteciparono due volte al Festival di Sanremo, nel 1991 cantando Spunta la luna dal monte in coppia con Pierangelo Bertoli, e l’anno successivo da soli con Pitzinnos in sa gherra, che vide la partecipazione di Fabrizio De André.
Si impegnò anche come regista, dirigendo i video dei Tazenda e alcuni documentari sulla Sardegna, oltre che come produttore di altri artisti sardi, come Marino de Rosas.

#### Carriera solista
Nel 1997 uscì dai Tazenda per intraprendere la carriera solista. In un'intervista del 2006 a tal proposito disse:
Tuttavia, il suo primo album da solista Abacada non riscosse un grande successo.
Nonostante questo, proprio negli ultimi anni di vita raggiunse l'apice del suo successo collaborando con Noa e con Al Di Meola, con il quale pubblicò un CD live. Con lo stesso Al Di Meola intraprese un tour europeo, segnando il tutto esaurito in quasi tutti i concerti. Sulla nascita della collaborazione con Al Di Meola, disse:
Il 24 novembre 2001 fu ospite di Giorgio Panariello su Rai 1 nel programma Torno Sabato, dove duettò con Anna Oxa in No potho reposare.
Il 28 giugno 2003 si esibì, insieme con il chitarrista Gianluca Corona, al Teatro Civico di Alghero in occasione del momento artistico-musicale all'interno della serata di cerimonia di premiazione del Premio Nazionale Alghero Donna di Letteratura e Giornalismo. Il 20 luglio 2005 partecipò al concerto-tributo a De André tenutosi all'anfiteatro di Cagliari cantando Hotel Supramonte.

#### Il ritorno nei Tazenda
Nel 2005, anno in cui vinse il Premio Lunezia Etno-Music, ritornò con i Tazenda, con i quali nel 2006 pubblicò la raccolta live Reunion. Ottenne insieme alla band un nuovo successo di pubblico: 20 000 le presenze del concerto di Porto Torres (4 giugno 2006), più di 15 000 le presenze del concerto a La Maddalena il 20 agosto 2006.
Il suo ultimo lavoro è Rosa Resolza, realizzato in collaborazione con Elena Ledda: il brano che chiude l'album, Gracias a la vida (di Violeta Parra), è un'esecuzione dal vivo tratta dal suo ultimo concerto.

### La morte
Nel 2006 gli venne diagnosticato un tumore allo stomaco, giudicato inoperabile dai medici, che si espanse rapidamente anche al fegato. Nel gennaio dello stesso anno iniziò la chemioterapia che lo tenne lontano dal palco per diversi mesi. Tornò sulle scene il 4 giugno dello stesso anno per il concerto a Porto Torres. Il 22 settembre si esibì all'Anfiteatro romano di Cagliari: fu la sua ultima apparizione pubblica. Nonostante la malattia inguaribile che lo stava annientando, trovò la forza di cantare, di ridere e scherzare con il suo amato pubblico (arrivando a scusarsi per essere costretto ogni tanto a sedersi), sorretto dalla forza dell’amore per la sua famiglia e, come lui stesso dirà, dalla morfina che teneva infilata nel marsupio.
Dopo alcuni giorni di coma a causa dell'aggravarsi della malattia, morì il 17 ottobre 2006 nel Policlinico di Quartu Sant'Elena all'età di 51 anni. Numerose furono le manifestazioni e i concerti dedicati all'artista dopo la sua scomparsa. Riposa nel cimitero comunale di Quartu Sant'Elena.
L'anno successivo venne creato, per ricordarlo, un Premio a lui dedicato, l'unico concorso italiano espressamente riservato alla world music e che si svolge a Cagliari in autunno.

## Progetti e intitolazioni
- Il 19 ottobre del 2006, nel corso della cerimonia funebre (durante la quale ha avuto luogo anche il battesimo di sua figlia Lara, secondo il desiderio da lui espresso), viene intitolato ad Andrea Parodi il parco antistante l'antica chiesetta di Sant'Andrea, sul litorale di Quartu Sant'Elena.[17]
- Nel 2006 a Porto Torres il teatro comunale viene intitolato ad Andrea Parodi.[18]
- Nel 2008 nasce il Premio Andrea Parodi.[19]
- Nel 2009 nasce la fondazione Andrea Parodi.[20]
- Nel 2009 Il circolo sardo di Rignano Flaminio (Roma) viene intitolato al cantante.[21]
- Nel 2011 a Sestu in Sardegna viene inaugurata la Piazza Andrea Parodi.[22]
- Nel 2015 a Nulvi nasce il Parco Andrea Parodi.[23]
- Nel 2017 al Palazzo del Marchese di Porto Torres venne istituito il Museo Andrea Parodi.[24]
- Nel 2017 a Pimentel venne inaugurata la piazza intitolata ad Andrea Parodi.[25]

## Partecipazioni al Festival di Sanremo

### Con i Tazenda
| Edizione                 | Artista                      | Brano                    | Autore                    | Categoria | Posizione |
| ------------------------ | ---------------------------- | ------------------------ | ------------------------- | --------- | --------- |
| Festival di Sanremo 1991 | Tazenda & Pierangelo Bertoli | Spunta la Luna dal monte | L. Marielli e P. Bertoli  | Campioni  | 5         |
| Festival di Sanremo 1992 | Tazenda                      | Pitzinnos in sa gherra   | L. Marielli e F. De André | Campioni  | 8         |

## Discografia

### Con il Coro degli Angeli
Album in studio
- 1982 - Canzoni di Mogol - Battisti.
- 1984 - Misterios.
- 1986 - Shangay.

Album dal vivo
- 1980 - Cantare - Gianni Morandi.
- 1983 - Live @ RTSI Gianni Morandi.
- 1997 - Coro degli Angeli Live Concert 1984/87.

### Con i Tazenda
Album in studio
- 1988 - Tazenda.
- 1991 - Murales.
- 1992 - Limba.
- 1995 - Fortza paris.

Album dal vivo
- 1993 - Il popolo rock.
- 2005 - Reunion.

Raccolte
- 1997 - Il Sole di Tazenda.

### Da solista
- 2002 - Abacada (Storie di note, AV 01)
- 2004 - Andrea Parodi
- 2005 - Midsummer Night in Sardinia, con Al Di Meola
- 2006 - Intimi Raccolti, con tre inediti
- 2007 - Rosa Resolza, con Elena Ledda

### Partecipazioni
- 1993 - Nell'album Soft Songs di Gianni Nocenzi interpreta il brano Mintoi
- 1999 - Collabora all'album Amorgòs di Indaco
- 2005 - Nell'album Indaco - Porte d'oriente interpreta i brani Salentu (del 1999) e Soneanima

## Documentari
- 1995 - D'inverno, la mia Sardegna.
- 1996 - La Sartiglia.
- 1996 - I Candelieri.